# Sabiniano (cônsul em 505)
Sabiniano (em latim: Sabinianus) foi um oficial militar, ativo sob o imperador Anastácio I (r. 491–518). Era filho de Sabiniano Magno e esposo duma sobrinha de Anastácio com quem teve Anastácio. É citado pela primeira vez em 505, quando foi nomeado cônsul com Flávio Teodoro e mestre dos soldados da Ilíria. Na ocasião, Sabiniano comandava um exército bem-equipado, porém sofreu revezes nas mãos do huno Mundão e do ostrogodo Pitzias próximo a Hórreo do Margo (atual Ćuprija, na Sérvia) e a maioria de seus homens afogou-se no rio Margo. Foi obrigado a se retirar à fortaleza de Nato.